# ペク・インファン
ペク・インファン（韓: 백인환、ラテン翻字：Baek In Hwan、2005年9月15日 - ）は、大韓民国出身のプロサッカー選手。
Kリーグ2・忠南牙山FC所属。ポジションはディフェンダー(左サイドバック)。

## 経歴
2023年10月6日、ソウルEOUカップU-18国際親善大会に参加するU-18韓国代表メンバーに選出された。
2024年1月31日、FC東京に加入し、2024年2月1日から2025年1月1日までツエーゲン金沢へ期限付き移籍することが発表された。
2024年3月13日、JリーグYBCルヴァンカップのヴァンラーレ八戸戦で先発出場し、プロデビューを果たした。
2025年1月8日、期限付き移籍満了に伴いFC東京復帰が発表された。
2025年6月20日、Kリーグ2の忠南牙山FCへ完全移籍することがFC東京から発表された。

## 所属クラブ
- 順天中央小学校
- 輔仁中学校
- 2021年 - 2023年  輔仁高等学校
- 2023年 - 2024年  天安第一高校
- 2024年 - 2025年6月  FC東京
  - 2024年2月 - 同年12月  ツエーゲン金沢 (期限付き移籍)
- 2025年6月 -  忠南牙山FC

## 個人成績
| 国内大会個人成績 | 国内大会個人成績 | 国内大会個人成績 | 国内大会個人成績 | 国内大会個人成績 | 国内大会個人成績 | 国内大会個人成績 | 国内大会個人成績 | 国内大会個人成績 | 国内大会個人成績 | 国内大会個人成績 | 国内大会個人成績 |
| 年度             | クラブ           | 背番号           | リーグ           | リーグ戦         | リーグ戦         | リーグ杯         | リーグ杯         | オープン杯       | オープン杯       | 期間通算         | 期間通算         |
| 年度             | クラブ           | 背番号           | リーグ           | 出場             | 得点             | 出場             | 得点             | 出場             | 得点             | 出場             | 得点             |
| 日本             | 日本             | 日本             | 日本             | リーグ戦         | リーグ戦         | リーグ杯         | リーグ杯         | 天皇杯           | 天皇杯           | 期間通算         | 期間通算         |
| ---------------- | ---------------- | ---------------- | ---------------- | ---------------- | ---------------- | ---------------- | ---------------- | ---------------- | ---------------- | ---------------- | ---------------- |
| 2024             | 金沢             | 23               | J3               | 0                | 0                | 1                | 0                | 0                | 0                | 1                | 0                |
| 2025             | FC東京           | 66               | J1               | 0                | 0                | 0                | 0                | 0                | 0                | 0                | 0                |
| 通算             | 日本             | 日本             | J1               | 0                | 0                | 0                | 0                | 0                | 0                | 0                | 0                |
| 通算             | 日本             | 日本             | J3               | 0                | 0                | 1                | 0                | 0                | 0                | 1                | 0                |
| 総通算           | 総通算           | 総通算           | 総通算           | 0                | 0                | 1                | 0                | 0                | 0                | 1                | 0                |

## 代表歴
- U-18韓国代表
  - 2023年 - ソウルEOUカップ